# Syntormon bisinuatum
Syntormon bisinuatum är en tvåvingeart som beskrevs av Van Duzee 1925. Syntormon bisinuatum ingår i släktet Syntormon och familjen styltflugor.
Artens utbredningsområde är Kalifornien. Inga underarter finns listade i Catalogue of Life.